# Midlands (prowincja)
Midlands to położona w środkowej części Zimbabwe prowincja o powierzchni ok. 49 166 km². Liczba ludności wynosi ok. 1,5 mln. Stolicą prowincji jest Gweru. Zamieszkują ją przedstawiciele różnych ludów. Jako centralny punkt w Zimbabwe, mieszają się tutaj kultury plemion Shona, Ndebele, Tswana, Suthu, Chewa, które posługują się różnymi językami. Gweru jest trzecim co do wielkości miastem Zimbabwe. Następnym w kolejności jest Kwekwe, w którym rozwija się dochodowy przemysł kopalniany i przetwórczy związany z wydobyciem złota. W mieście obecne są też zakłady Sable Chemicals Trust.

## Podział administracyjny
Prowincja Midlands dzieli się na 7 dystryktów.

### Dystrykty
- Chirumhanzu
- Gokwe
- Gweru
- Kwekwe
- Mberengwa
- Shurugwi
- Zvishavane